# Григор Димитров
Григор Димитров (болг. Григор Димитров; нар. 16 травня 1991) — болгарський професійний тенісист. Досягнув № 3 у рейтингу у листопаді 2017 після перемоги на Підсумковому турнірі.
Станом на 2020 рік Димитров є найуспішнішим болгарським тенісистом як в контексті рейтингу, так і в контексті виграних турнірів та зароблених призових.
Димитров — перший і станом на 2020 рік єдиний болгарський гравець, який вигравав турнір рівня ATP в одиночному розряді (перший виграний ним турнір — Stockholm Open у 2013 році) та досягав фіналу турніру у парному розряді. Також він єдиний болгарин, який проходив далі другого кола на Турнірах Великого шолома та єдиний болгарин, який кваліфікувався на Підсумковий турнір та виграв його. Всього Димитров має 8 титулів.
До професійної кар'єри Димитров був успішним юніором: він був першою ракеткою світу серед юніорів, а також переможцем Вімблдонського турніру та Відкритого чемпіонату США у 2008 році.

## Статистика виступів

### Турніри Великого шолома
Статистика оновлена після завершення Відкритого чемпіонату Австралії з тенісу 2020.’’
| Турніри Великого шолома |                   |                   |                   |                   |                   |                   |                   |                   |     |                   |                   |     |        |       |       |
| Australian Open         | A                 | 1РК               | 2К                | 2К                | 1К                | ЧФ                | 4К                | 3К                | ПФ  | ЧФ                | 4К                | 2К  | 0 / 10 | 24–10 | 71 %  |
| French Open             | A                 | A                 | 1К                | 2К                | 3К                | 1К                | 1К                | 1К                | 3К  | 3К                | 3К                |     | 0 / 9  | 9–9   | 50 %  |
| Вімблдон                | 1К                | A                 | 2К                | 2К                | 2К                | ПФ                | 3К                | 3К                | 4К  | 1К                | 1К                |     | 0 / 10 | 15–10 | 60 %  |
| US Open                 | 2РК               | A                 | 1К                | 1К                | 1К                | 4К                | 2К                | 4К                | 2К  | 1К                | ПФ                |     | 0 / 9  | 12–9  | 57 %  |
| Перемоги-поразки        | 0–1               | 0–0               | 2–4               | 3–4               | 3–4               | 12–4              | 6–4               | 7–4               | 6–4 | 11–4              | 9–4               | 1–1 | 0 / 38 | 60–38 | 61 %  |
| Підсумковий турнір      |                   |                   |                   |                   |                   |                   |                   |                   |     |                   |                   |     |        |       |       |
| Фінал ATP               | Не кваліфікувався | Не кваліфікувався | Не кваліфікувався | Не кваліфікувався | Не кваліфікувався | Не кваліфікувався | Не кваліфікувався | Не кваліфікувався | П   | Не кваліфікувався | Не кваліфікувався |     | 1 / 1  | 5–0   | 100 % |

## Важливі фінали

### Підсумковий турнір
| Результат  | Рік  | Турнір            | Покриття | Суперник     | Рахунок       |
| ---------- | ---- | ----------------- | -------- | ------------ | ------------- |
| Переможець | 2017 | Фінал ATP, Лондон | хард (п) | Давид Гоффен | 7–5, 4–6, 6–3 |

### ATP Мастерс 1000
| Результат  | Рік  | Турнір             | Покриття | Суперник   | Рахунок  |
| ---------- | ---- | ------------------ | -------- | ---------- | -------- |
| Переможець | 2017 | Мастерс Цинциннаті | хард     | Нік Киріос | 6–3, 7–5 |

## Фінали турнірів ATP

### Одиночний розряд: 21 (9 титулів, 12 поразок)
| Легенда                      |
| ---------------------------- |
| Турніри Великого шлему (0–0) |
| Фінал ATP (1–0)              |
| Тур ATP Мастерс 1000 (1–2)   |
| Тур ATP 500 (1–2)            |
| Тур ATP 250 (6–8)            |

| Фінали за покриттям |
| ------------------- |
| Тверде (7–10)       |
| Ґрунт (1–2)         |
| Трава (1–0)         |

| Фінали за умовами |
| ----------------- |
| Під небом (6–6)   |
| У залі (3–6)      |

| Результат | В-П  | Дата     | Турнір                                      | Tier         | Покриття   | Опонент                | Рахунок                       |
| --------- | ---- | -------- | ------------------------------------------- | ------------ | ---------- | ---------------------- | ----------------------------- |
| Поразка   | 0–1  | Січ 2013 | Brisbane International, Австралія           | ATP 250      | Тверде     | Енді Маррей            | 6–7(0–7), 4–6                 |
| Перемога  | 1–1  | Жов 2013 | Stockholm Open, Швеція                      | ATP 250      | Тверде (i) | Давид Феррер           | 2–6, 6–3, 6–4                 |
| Перемога  | 2–1  | Бер 2014 | Abierto Mexicano TELCEL, Мексика            | ATP 500      | Тверде     | Кевін Андерсон         | 7–6(7–1), 3–6, 7–6(7–5)       |
| Перемога  | 3–1  | Кві 2014 | Romanian Open, Румунія                      | ATP 250      | Ґрунт      | Лукаш Росол            | 7–6(7–2), 6–1                 |
| Перемога  | 4–1  | Чер 2014 | Queen's Club Championships, Велика Британія | ATP 250      | Трава      | Фелісіано Лопес        | 6–7(8–10), 7–6(7–1), 7–6(8–6) |
| Поразка   | 4–2  | Жов 2014 | Stockholm Open, Швеція                      | ATP 250      | Тверде (i) | Томаш Бердих           | 7–5, 4–6, 4–6                 |
| Поразка   | 4–3  | Січ 2016 | Sydney International, Австралія             | ATP 250      | Тверде     | Віктор Троїцький       | 6–2, 1–6, 6–7(7–9)            |
| Поразка   | 4–4  | Тра 2016 | Istanbul Open, Туреччина                    | ATP 250      | Ґрунт      | Дієго Шварцман         | 7–6(7–5), 6–7(4–7), 0–6       |
| Поразка   | 4–5  | Жов 2016 | China Open, КНР                             | ATP 500      | Тверде     | Енді Маррей            | 4–6, 6–7(2–7)                 |
| Перемога  | 5–5  | Січ 2017 | Brisbane International, Австралія           | ATP 250      | Тверде     | Нісікорі Кей           | 6–2, 2–6, 6–3                 |
| Перемога  | 6–5  | Лют 2017 | Sofia Open, Болгарія                        | ATP 250      | Тверде (i) | Давід Ґоффен           | 7–5, 6–4                      |
| Перемога  | 7–5  | Сер 2017 | Мастерс Цинциннаті, США                     | Masters 1000 | Тверде     | Нік Киріос             | 6–3, 7–5                      |
| Поразка   | 7–6  | Жов 2017 | Stockholm Open, Швеція                      | ATP 250      | Тверде (i) | Хуан Мартін дель Потро | 4–6, 2–6                      |
| Перемога  | 8–6  | Лис 2017 | Фінал ATP, Велика Британія                  | Фінали       | Тверде (i) | Давид Гоффен           | 7–5, 4–6, 6–3                 |
| Поразка   | 8–7  | Лют 2018 | Rotterdam Open, Нідерланди                  | ATP 500      | Тверде (i) | Роджер Федерер         | 2–6, 2–6                      |
| Поразка   | 8–8  | Тра 2023 | Geneva Open, Швейцарія                      | ATP 250      | Ґрунт      | Ніколас Яррі           | 6–7(1–7), 1–6                 |
| Поразка   | 8–9  | Лис 2023 | Мастерс Париж, Франція                      | Masters 1000 | Тверде (i) | Новак Джокович         | 4–6, 3–6                      |
| Перемога  | 9–9  | Січ 2024 | Brisbane International, Австралія (2)       | ATP 250      | Тверде     | Гольгер Руне           | 7–6(7–5), 6–4                 |
| Поразка   | 9–10 | Лют 2024 | Open 13, Франція                            | ATP 250      | Тверде (i) | Юго Енбер              | 4–6, 3–6                      |
| Поразка   | 9–11 | Бер 2024 | Відкритий чемпіонат Маямі з тенісу, США     | Masters 1000 | Тверде     | Яннік Сіннер           | 3–6, 1–6                      |
| Поразка   | 9–12 | Жов 2024 | Stockholm Open, Швеція                      | ATP 250      | Тверде (i) | Томмі Пол              | 4–6, 3–6                      |

### Парний розряд: 1 (1 поразка)
| Легенда                |
| ---------------------- |
| Grand Slam (0–0)       |
| ATP Фінали (0–0)       |
| ATP Masters 1000 (0–0) |
| ATP 500 (0–0)          |
| ATP 250 (0–1)          |

| Фінали за покриттям |
| ------------------- |
| Тверде (0–0)        |
| Ґрунт (0–0)         |
| Трава (0–1)         |

| Фінали за умовами |
| ----------------- |
| Під небом (0–1)   |
| У залі (0–0)      |

| Результат | В-П | Дата     | Турнір                                    | Tier    | Покриття | Партнер       | Опоненти                | Рахунок  |
| --------- | --- | -------- | ----------------------------------------- | ------- | -------- | ------------- | ----------------------- | -------- |
| Поразка   | 0–1 | Чер 2011 | Eastbourne International, Велика Британія | ATP 250 | Трава    | Андреас Сеппі | Джонатан Ерліх Енді Рам | 3–6, 3–6 |